# Course de côte de Roche-d'Or
La Course de côte de Roche-d'Or, également connue sous le nom de Course de côte Rocourt-Roche-d'Or ou Slalom en côte de Roche-d'Or, était une compétition automobile suisse, disputée entre 1964 et 2004 à Roche-d'Or, ancienne commune du canton du Jura.